# 金星的观察和探索

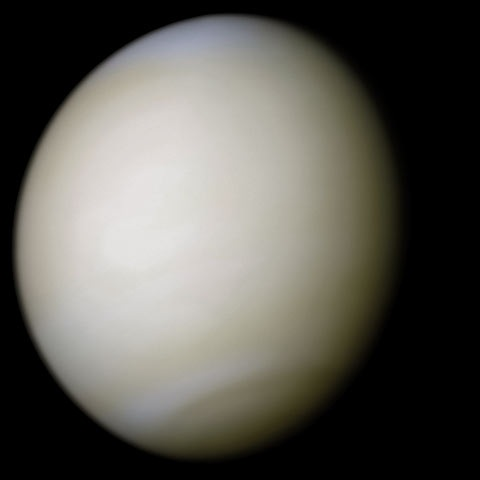
裸眼看到的金星景象

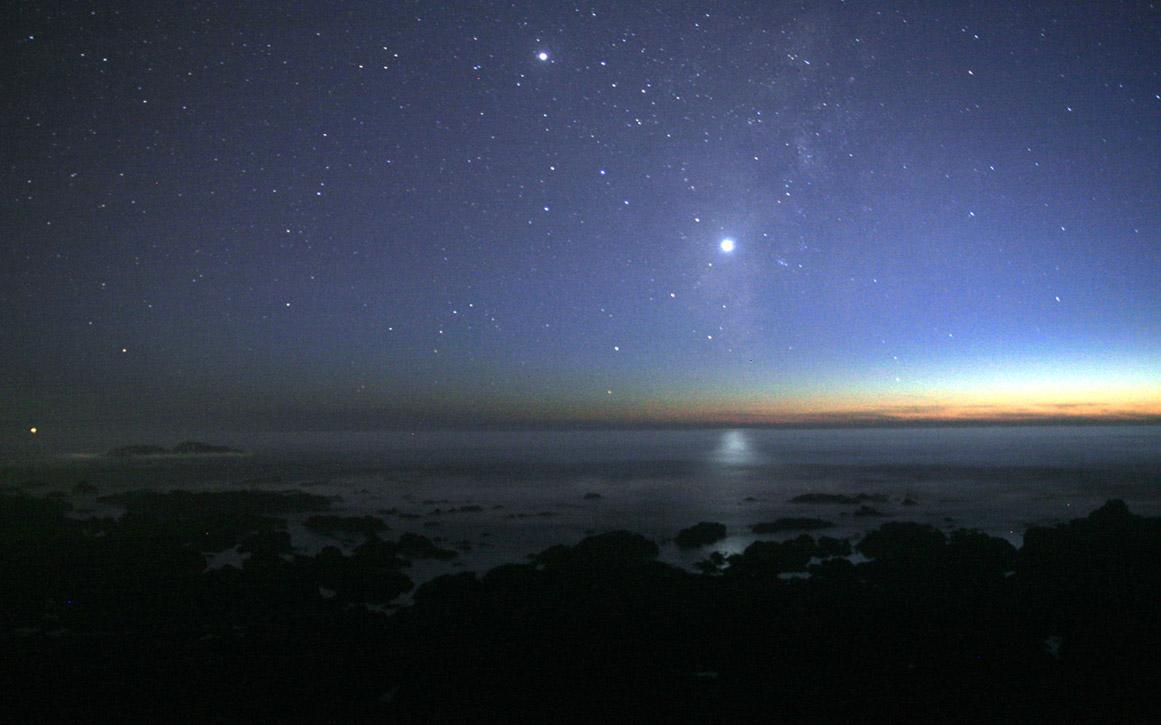
就如在太平洋上空看到的那样，金星总是比太阳系外最亮的恒星还亮。

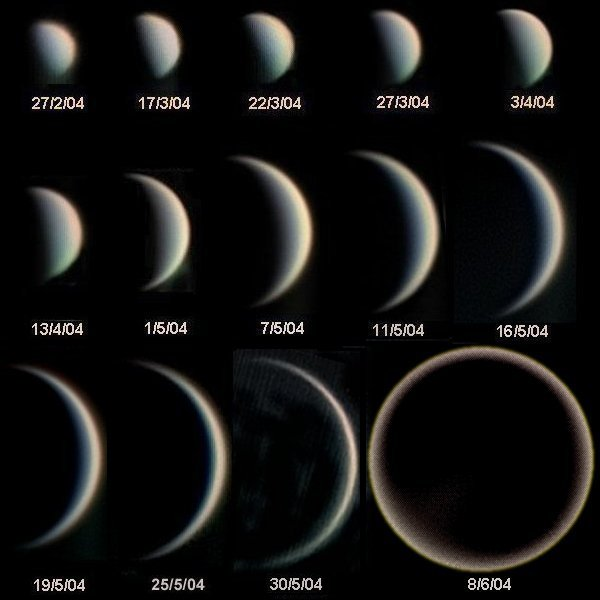
金星的相位及视直径的演变

金星的观测包括古人和近代学者通过望远镜以及现代太空航天器的实地探察。太空航天器已对金星进行过多次飞越、环绕和登陆，包括漂浮在金星大气层中的气球探测器。与其他行星相比，金星与地球距离相对较近，这有助于对金星的研究，但金星表面被一层厚厚的不透明大气层所遮盖。

## 观察史与影响

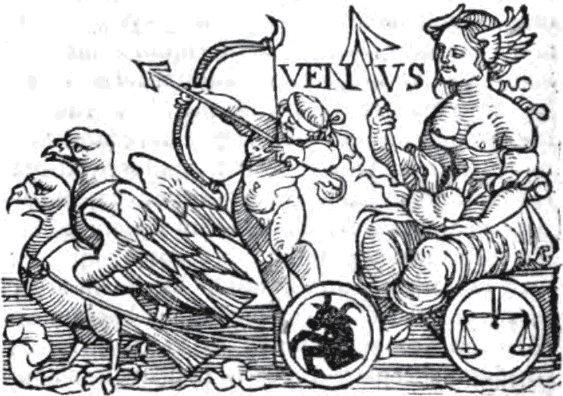
金星，摘自1550年出版的圭多·波纳提(Guido Bonatti)《天文书》(Liber astronomiae)。

作为天空中最亮的天体之一，金星在史前时代就已为人所知，因此，许多古代文化都记载有对金星的观测。捷姆迭特·那色时期的一枚滚筒印章表明，古代苏美尔人已知道，晨星和暮星为同一天体。苏美尔人以女神伊南娜命名了这颗行星，伊南娜被后来的阿卡德人和巴比伦人称为伊什塔尔，她兼有爱情和战争女神的双重角色，因此代表了掌管生与死之神。现保存最古老的天文文献之一，是约公元前1600年巴比伦阿什城图书馆的“阿米萨杜卡金星泥板”，一份观察金星出现21年的记录。

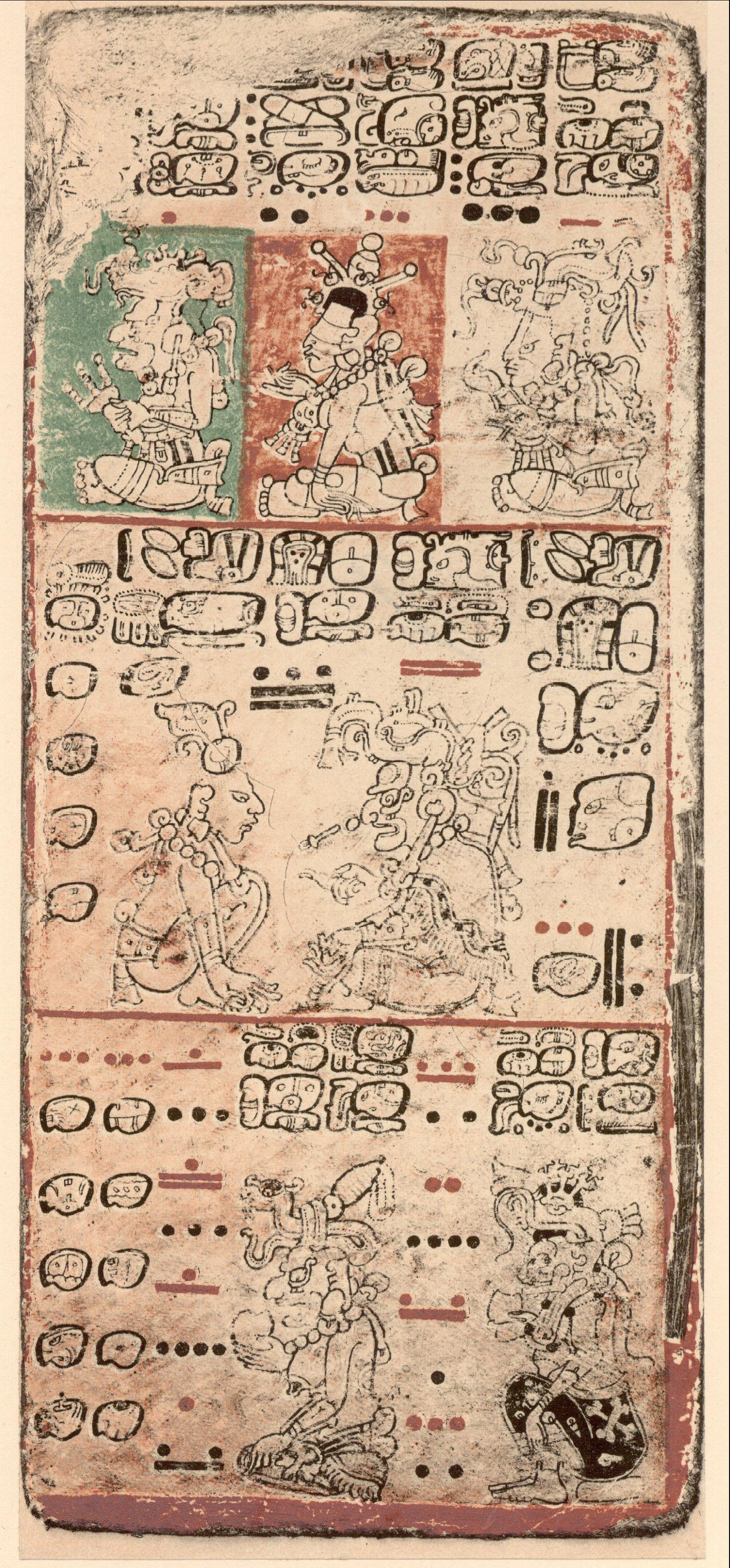
前哥伦布时期玛雅人预测金星出现的《德累斯顿手抄本》

由于金星的运动显得并不连续(因靠近太阳，它会一连消失好几天，然后又出现在地平线上的另一处)，有些文明并没意识到金星只是一颗单一之星，而是看作出现在地平线上的两颗星：晨星和晚星。如古埃及人认为金星是两颗独立的天体，并将晨星称为“蒂乌穆蒂里”(Tioumoutiri)，而将晚星称为“俄瓦伊提”(Ouaiti)。古希腊人称晨星为“光明使者”(Φωσφφόρς)，拉丁化为福斯福罗斯或“黎明使者”(Ἐω∑φόρος)，拉丁化则为“厄俄斯福罗斯(Eosphoros)”；他们将晚星称为“黄昏之星”(Ἓσπερος)，拉丁化为赫斯佩罗斯(Hesperos)。希腊化时期，古希腊人则将金星视为一颗行星，并以爱神阿佛洛狄忒(Αφροδίτη)命名(腓尼基人的阿斯塔尔塔)，这也是现代希腊语中保留的一个行星名。在“威斯佩耳”(Vesper)和“福斯福罗斯”(phosporos)被译为路西法(光明使者)后，“赫斯佩罗斯”(Hesperos)在拉丁语中则成为一个外来词。
金星被玛雅文明视作所观测天体中最重要的一颗星，玛雅人称之为“查克埃克”(Chac ek)或“巨星”(Noh Ek)。玛雅人密切监视金星的运动，并在白天对其观测。金星和其他行星的位置被认为会影响地球上的生命，因此玛雅人和其他古代中美洲文化根据他们的观察来预测战争和其他重要事件。在德累斯顿手抄本中，玛雅文化包括的一份历书显示金星的完整周期由每组为584天的5组单元构成(大约8年)，并以此模式重复循环(因为金星会合周期为583.92天)。玛雅文明部分依据金星的运动发展出了一部玛雅历，并按照金星的运动来决定战争等事件的有利时机，他们还将金星命名“黄蜂之星”(Xux Ek)。玛雅人掌握这颗行星的会合周期，并能计算到它一天之中的百分之一。

## 相位

金星的相位

由于金星轨道位于地球和太阳之间，所以从地球上看到金星所呈现的相位，与地球上看月球非常相似。伽利略是1610年12月第一位观测金星相位的人，他的观测结果支持了当时哥白尼的太阳系日心说。他还注意到金星在不同阶段视直径的变化，这表明金星在满月时离地球较远，而在新月形时则更近。这一观察结果有力地支持了日心模型。金星(以及水星)满月时在地球上是看不到的，因为那时它正位于上合位置，伴随着太阳一起上升和下降。因此，在耀眼的太阳光下难以看到它。
当金星25%的圆盘面被照亮时，它的亮度达到最高，这通常发生在它上合之前(傍晚的天空)以及之后(早晨的天空)的37天中。盘面扩至最大时发生在上合之前和之后的70天左右，那时它是半满的，介于这两阶段之间，只要观察者明确知晓金星位于何处，实际上在白天也可看到它。该行星逆行的周期在上合点两边各为20天。由于施罗特效应(在1793年首次发现的)，事实上，金星盘面最大时从望远镜中去看，似乎比相位半满时的要小。

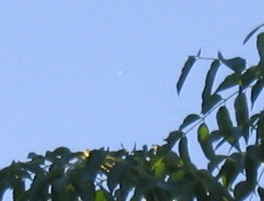
2005年12月，南半球白天下午5时的金星。

极少数情况下，即当金星与黄道距离达到最大值，同时又处于下合点时，金星实际上可一天看到二次，清晨(日出前)和傍晚(日落后)。此时，整个半球(北半球或南半球)在这两个时刻都能看到它。最近出现过这种机会的时间，北半球是2001年3月29日左右的几天内，而南半球则是在1999年8月19日前后。这种现象每八年重复一次，与金星的交合周期相一致。

## 地基观测

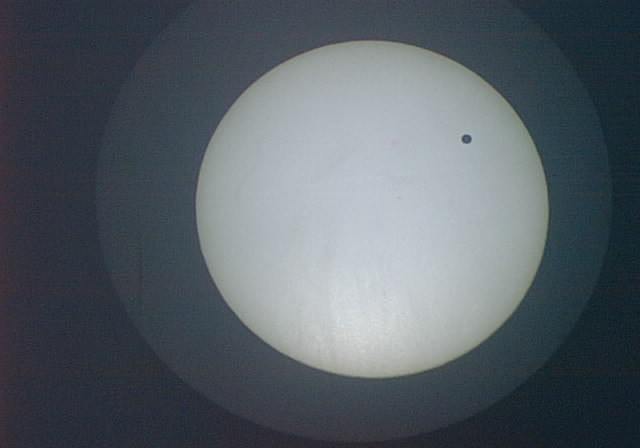
2004年金星凌日

金星位于地球与太阳轨道正中间的凌日是罕见的天文现象。第一次预测和观测到的凌日现象是由英国天文学家杰雷米亚·霍罗克斯和威廉·克拉伯特里(William Crabtree)看到并记录下来的1639年金星凌日。而米哈伊尔·瓦西里耶维奇·罗蒙诺索夫对1761年凌日的观测则提供了金星存在大气层的首个证据，19世纪金星凌日期间的视差观测使地球与太阳之间的距离首次得以精确计算。金星凌日只发生在6月初或12月初，那二个时刻为金星穿过黄道(地球轨道平面)的二个点，每8年成对(两次凌日)发生一次，每次间隔超过一个世纪。最近发生的一对金星凌日是2004年和2012年，而前一对金星凌日发生于1874年和1882年。 
在19世纪，许多观察者都认为金星自转周期大约为24小时。意大利天文学家乔凡尼·斯基亚帕雷利是第一位预测到金星自转速度明显较慢的人，并提出金星(包括水星也是)被太阳潮汐锁定，虽然这两者其实并非如此，但仍不失为相当准确的估测。金星的自转及最接近地球时两者产生的共振有助于形成这种锁定印象，因为当金星处于最佳观测位置时，它似乎总是朝向同一个方向。对金星自转率的首次测量是在1961年的会合期间，由位于加利福尼亚州金石深空通信的26米天线、英国卓瑞尔河岸天文台以及位于克里米亚叶夫帕托里亚的前苏联深空设施所进行的雷达观测。在随后的每个交合点，主要是戈德斯通和叶夫帕托里亚的测量，其精确度都得到提升，而金星逆行自转的事实直到1964年才得到证实。
在20世纪60年代无线电观测之前，许多人认为金星拥有一个葱郁茂盛的地球般环境，这是因为该行星的大小和轨道半径极类似于地球，加之厚厚的云层阻挡了表面的观测。对金星的猜测包括它是一颗热带丛林般环境星球，或者拥有石油或液态碳酸水海洋。然而，克·迈耶(C.Mayer)等人的微波观测表明金星温度高达600 K，但奇怪的是，库兹明(A.D.Kuzmin)所做的毫米波段观测则表明金星温度要低得多。这两种相互矛盾的理论都解释了这一异常无线电频谱，一种认为高温起源于电离层，另一种理论认为行星表面很热。
对金星的观测表明，金星大气层中所含磷化氢(PH3)浓度，比金星上任何已知的非生物来源都高出1000倍。磷化氢是在金星表面至少30英里以上的高空被探测到的，主要集中于中纬度地区，在金星两极没有探测到，这表明金星上可能存在生物有机体。

## 地面雷达测绘
继月球后，金星是太阳系中第二颗被地球雷达探测的天体。首次研究是1961年在美国宇航局戈德斯通天文台进行的，它是深空网络的一部分。在持续下合期间，戈德斯通和位于阿雷西博的国家天文学和电离层中心都对金星进行了观测，开展的研究与早先穿过子午圈时的测量相似，1963年的那次曾揭示了金星的自转方向为逆行(它的自转方向与它绕太阳的方向相反)。通过雷达观测也让天文学家们测定到金星自转周期为243.1天，其自转轴几乎与轨道平面垂直，还确定了该行星的半径为6052公里(3761英里)，比之前用陆地望远镜所获得的最好数据还精确70公里(43英里)。
1970年至1985年间，成像技术的改进激发了人们对金星地质特征的兴趣。早期的雷达观测仅仅表明金星表面比月球疏松的尘埃表面更紧实。从地球上拍摄的第一批雷达图像显示了非常明亮(雷达反射)的高地，分别被命名为阿尔法区、贝塔区和麦克斯韦山脉。后来雷达技术的进一步改善使图像分辨率达到1-2公里。  

## 航天器的观测
另请参阅: 金星探测任务列表
已有多艘无人飞船曾被发射到金星，前苏联就有10艘探测器在金星表面实现软着陆，并在表面通信时间长达110分种，但都没有返还。飞往金星的发射窗口每19个月就有一次。

### 早期的飞越
1961年2月12日，苏联太空计划“金星1号”是首艘被发射到另一行星上的无人探测器。
由于方位传感器过热失灵，它在抵达最接近金星的10万公里之前与地球失去了联系。然而，该探测器是首艘具备了所有星际飞行所必需功能的飞船：太阳能电池板、抛物面遥测天线、三轴稳定、航向修正引擎和首次从停泊轨道(parking orbit)发射。 

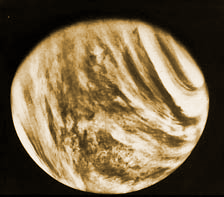
水手10号拍摄的金星全球紫外线照片

首艘成功的金星探测器是美国的水手2号飞船，它于1962年飞越金星，抵达35000公里以内。这是一艘经改进的徘徊者月球探测器，它确定了金星实际上没有内部磁场，并测量出金星大气温度约为摄氏500°(773 K；华氏932°)。
1964年，前苏联向金星发射了探测器1号(Zond 1)航天器，但在5月16日遥测通讯后就频发故障。
1967年美国的另一次太空飞越中，水手5号测量了金星的磁场强度。1974年，水手10号在经金星助推飞往水星途中，拍摄了云层的紫外线照片，揭示了金星大气中异常高的风速。

### 早期的登陆

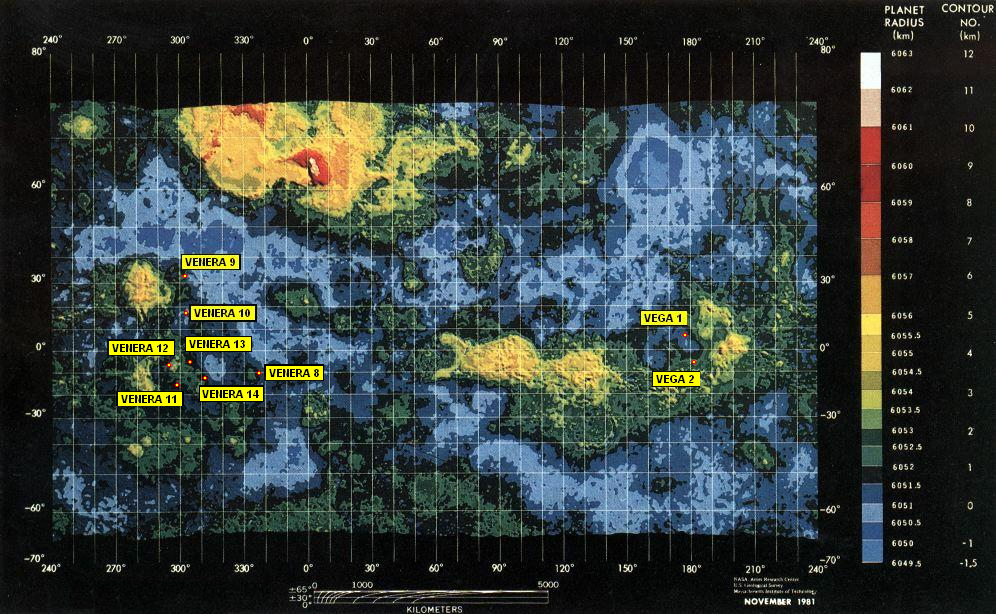
前苏联金星着陆器的位置

1966年3月1日，前苏联太空探测器金星3号坠落在金星表面，成为首艘到达另一行星表面的太空探测器，而它的姊妹飞船金星2号在完成飞越任务前不久因过热而失败。
1967年10月18日，金星4号下降舱进入金星大气层，成为第一艘传回了另一行星大气层直接测量数据的探测器。下降舱测量了温度、压力、密度，并11次自动分析了大气化学成分，发现金星大气中95%为二氧化碳(CO2)， 结合水手5号探测器的无线电掩星数据，显示金星表面气压远大于预期(达到75至100个大气压)。
这些结果在1969年5月被金星5号和金星6号进行了验证和修正，但截此为止，所有这些飞行任务没有一次能在到达地表时仍保持正常通讯传输。金星4号的电池在缓慢漂浮于大气层中时耗尽，而金星5号和金星6号则在离地表18公里(60000英尺)的高空被压毁。
1970年12月15日，金星7号首次成功登陆金星，它与地球保持23分钟的联系，表面温度为摄氏455°至475°(华氏855°至885°)。金星8号于1972年7月22日登陆，除传回金星上的压力和温度分布图外，光度计还显示金星分布有一层距地表35公里(22英里)以上的厚云层。伽马射线能谱仪则分析了地壳的化学成分。

### 着陆器/轨道器

#### 金星9号10号

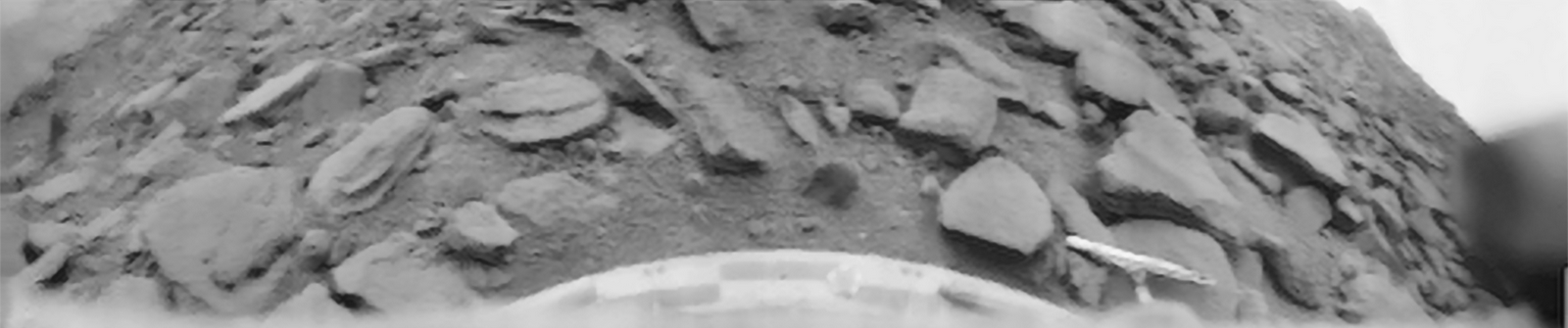
1975年，金星9号从另一行星表面传回的首张照片。

苏联探测器金星9号于1975年10月22日进入轨道，成为金星的第一颗人造卫星。一台电池相机和光谱仪传回了有关该行星云层、电离层和磁层的信息，并对地表进行了双基地雷达测量。660千克(1455磅)重的下降舱从金星9号分离并着陆，拍摄了首张表面照片，并用伽马射线光谱仪和密度计分析了地壳。在下降过程中，进行了压力、温度和光度测量，以及云密度的后向散射和多角度散射(浊度计)测量。发现金星云层共分为三层。10月25日，金星10号抵达金星表面并开展了相似的研究项目。
 

#### 先驱者金星计划
1978年，美国宇航局向金星发射了两艘先驱者航天器，先驱者号的任务由分别发射的两部分组成：一艘轨道飞行器(先驱者金星1号或先驱者12号)和一艘联合探测器(又称先驱者金星2号或先驱者13号)。先驱者金星联合探测器携带了1大3小4台大气探测器。大探测器释放于1978年11月16日，三颗小探测器则于11月20日释放。12月9日，四台探测器全部抵达金星，协调世界时18点45分32秒，大探测器首先进入大气层，接下来的11分钟内分别是“北方”、“白昼”和“夜间”三台小探测器相继而入，随后运载平台于20点21分52秒进入大气层，并在20点21分55秒距地表110公里(68英里)的高空处发回最后信号。尽管事先预计探测器无法在穿过大气层的下降过程中幸存下来，但仍有一台探测器(“白昼”)在到达地面后继续工作了45分钟。
1978年12月4日，先驱金星轨道飞行器(先驱者金星1号)被射入环金星的椭圆轨道，它进行了17项探测，一直运行到1992年8月其维持轨道高度的燃料耗尽，坠入大气层而烧毁。 

#### 苏联进一步的任务
也是在1978年，苏联金星11号和金星12号飞过金星，投下的下降舱分别于12月21日和12月25日着陆。但着陆器所携带的彩色摄像机和土壤钻杆及分析仪不幸出现故障。每台登陆器都用浊度计、质谱仪、气相色谱仪和云滴化学分析仪进行了测量。使用X射线荧光的云滴化学分析仪意外地发现云层中除硫外，还含有很高比例的氯，此外，还检测到了大气层中剧烈的闪电活动。
1982年，苏联金星13号发回了第一张金星表面的彩色照片，并分析了所挖掘土壤样本的X射线荧光。该探测器创下了在金星恶劣的表面环境中运行127分钟的记录。同样在1982年，金星14号着陆器探测到该行星地壳中可能存在地震活动。
1984年12月，当哈雷彗星返回时，苏联向金星发射了两艘维加探测器。维加1号和维加2号于1985年6月与金星交汇，它们各投放了一台着陆器和一只载有仪器的氦气球。两只气球搭载的浮空探测器约在53公里的高空分别漂浮了46小时和60小时，相当于绕金星飞行了约1/3周长，使科学家们得以研究金星大气层中最活跃部分的气象变化，它们测量了风速、温度、气压和云层密度。发现了比预期更多的湍流和对流活动，包括偶尔暴跌1至3公里的下降气流。
登陆舱则主要侧重于对云层气溶胶成分和结构的研究，每台都装有紫外吸入式光谱仪、气溶胶粒径分析仪以及收集气溶胶物质并用质谱仪、气相色谱仪和X射线荧光光谱仪进行分析的装置。云层的上两层被发现是硫酸液滴，而下层可能是磷酸溶液。金星的地壳则通过土壤钻探和伽玛能谱仪进行了分析。由于着陆器上没有携带相机，因此没有传回表面图像。它们将是数十年来最后一次登陆金星的探测器。维加飞船将继续飞行9个月后与哈雷彗星会合，为这次任务它携带了另外14台仪器和摄像机。
1991-1994年，苏联与欧洲国家合作开发了多目标威斯塔(Vesta)任务，但由于苏联解体而取消，其中包括按照首个计划向金星发送一批气球和小型着陆器。

### 轨道器

#### 金星15号16号
1983年10月，金星15号和金星16号进入环金星的极地轨道，拍摄了分辨率为1-2公里(0.6-1.2英里)的图像，与地球上雷达获得的最好图像相当。金星15号使用红外傅里叶光谱仪分析并绘制了高层大气图。从1983年11月11日到1984年7月10日，两颗卫星都用合成孔径雷达绘制了该行星北部三分之一的区域。这些结果提供了对金星表面地质首次详细的情况，包括发现了异常巨大的盾状火山，如冕状物和蛛网膜地形。金星没有板块构造的证据，除非该行星北部三分之一恰巧是一块单一板块。金星号任务所获得的测高数据分辨率是“先驱者号”的四倍。

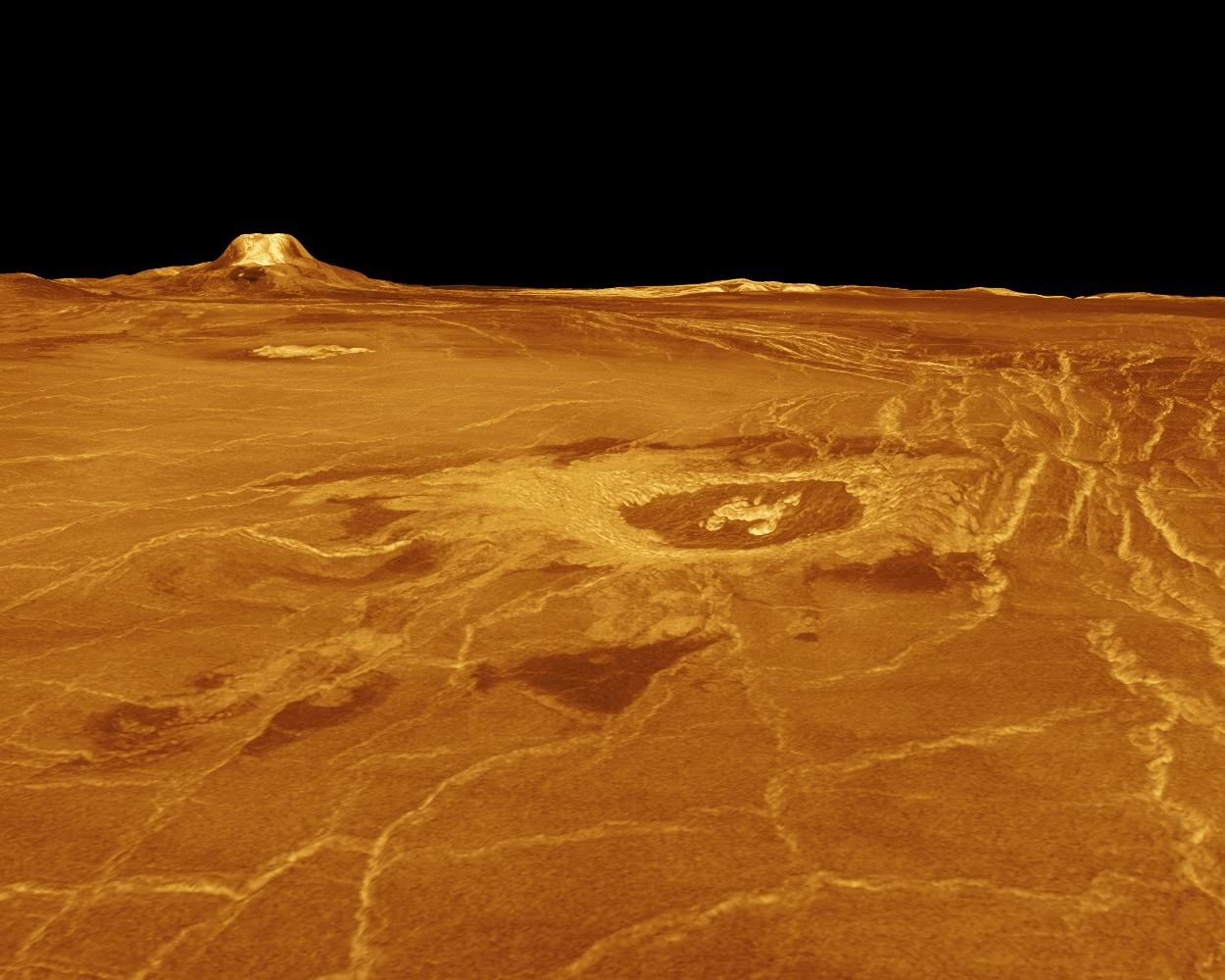
麦哲伦号金星探测器获取的三维透视图显示了艾斯特拉区西部的一部分。

#### 麦哲伦号
1990年8月10日，以探险家斐迪南·麦哲伦命名的美国麦哲伦号探测器抵达环金星的轨道，并开始了频率为2.38千兆赫的雷达测绘任务。之前的探测器已绘制了大陆大小地层的低分辨率雷达地图，而麦哲伦则用约100米的分辨率绘制了98%的地表，所得地图与其他行星的可见光照片相当，是目前现有最详细的金星地图。麦哲伦号探测器极大地提高了对金星地质的科学认识：探测器没有发现板块构造的迹象，但撞击坑的稀少表明金星地表相对年轻，表面分布有数千公里长的熔岩通道。在完成了为期四年的任务后，麦哲伦号按计划于1994年10月11日被推入大气层，部分蒸发，部分被认为撞击在行星表面。

#### 金星快车
金星快车是欧空局从轨道上研究金星大气层和表面特征的任务。该设计基于欧空局的火星快车和罗塞塔号任务，主要目标是对金星大气进行长期观测，希望也将有助于对地球大气层及气候的了解。金星快车还绘制了金星全球表面温度图，并试图观察远离地球之处的生命迹象。
金星快车于2006年4月11日成功进入极地轨道，任务原计划持续两个金星年(约500个地球日)，但实际延长至2014年底，直止其推进剂耗尽。金星快车的首批成果包括过去海洋的证据，在南极发现了一个巨大的双气漩，以及在大气中检测到了羟基。

#### 破晓号
破晓号是2010年5月20日日本宇宙航空研究开发机构发射的一艘无人探测器，计划于2010年12月进入金星轨道。但因轨道进入机动失败，探测器留在了日心轨道。2015年12月7日，通过姿态控制推进器点火1233秒，它被调整到另一椭圆卫星轨道上。探测器将使用紫外线、红外线、微波和无线电对地表进行成像，并寻找行星上闪电和火山活动的证据。执行任务的天文学家们报告说，2015年12月，在金星上发现了一个可能的重力波。

### 近期的飞越

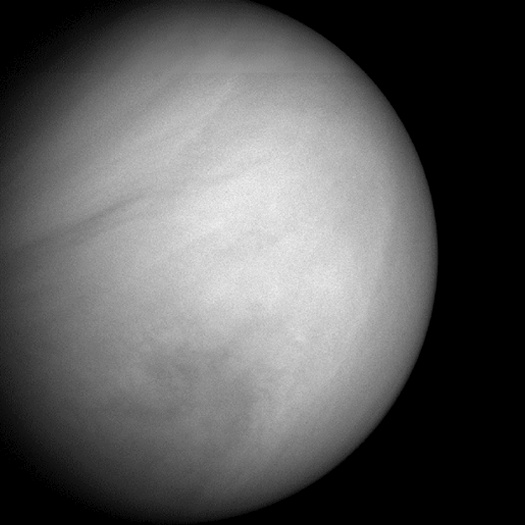
2007年信使号拍摄的金星

曾有数艘飞往其他目的地的太空探测器，利用飞越金星的重力弹弓效应来进行提速，其中包括到木星的伽利略号任务和到土星卡西尼-惠更斯号任务(两次飞越)。很奇怪的是，在1998年和1999年飞越期间，卡西尼号使用无线电和等离子体波等仪器探测金星发出的射频时，并没接收到通常与闪电有关的高频无线电波(0.125至16兆赫)。这与20年前苏联金星任务的发现相矛盾。据推测，如果金星真的存在闪电，那可能只是某种类型的低频放电活动，因为频率低于1兆赫的无线电信号无法穿透电离层。爱荷华大学的“唐纳德·古奈特”(Donald Gurnett)检查了1990年伽利略号飞越金星时检测到的无线电信号，当时解释为闪电迹象。然而，伽利略号探测器当时与金星的距离为卡西尼号飞过时的60多倍，这使得它的观测结果重要性大大降低。直到2007年，科学杂志《自然》发表了一系列论文，给出了金星快车的初步发现，有关金星大气中是否有闪电的谜团才得以解开。它证实了金星上存在闪电，而且比在地球上更常见。
信使号在前往水星途中曾两次经过金星。第一次是在2006年10月24日，从距离金星3000公里的地方飞过，由于地球在太阳的另一边，因此没有记录到数据。第二次飞越是于2007年7月6日，当时飞船从距金星云顶仅325公里的地方掠过。

### 未来的任务

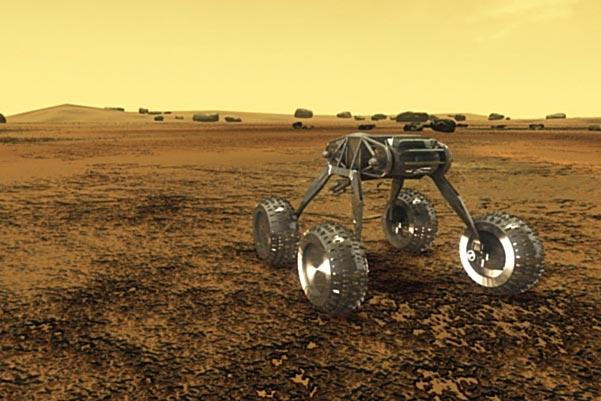
采用斯特林冷却方式的金星探测器想像图

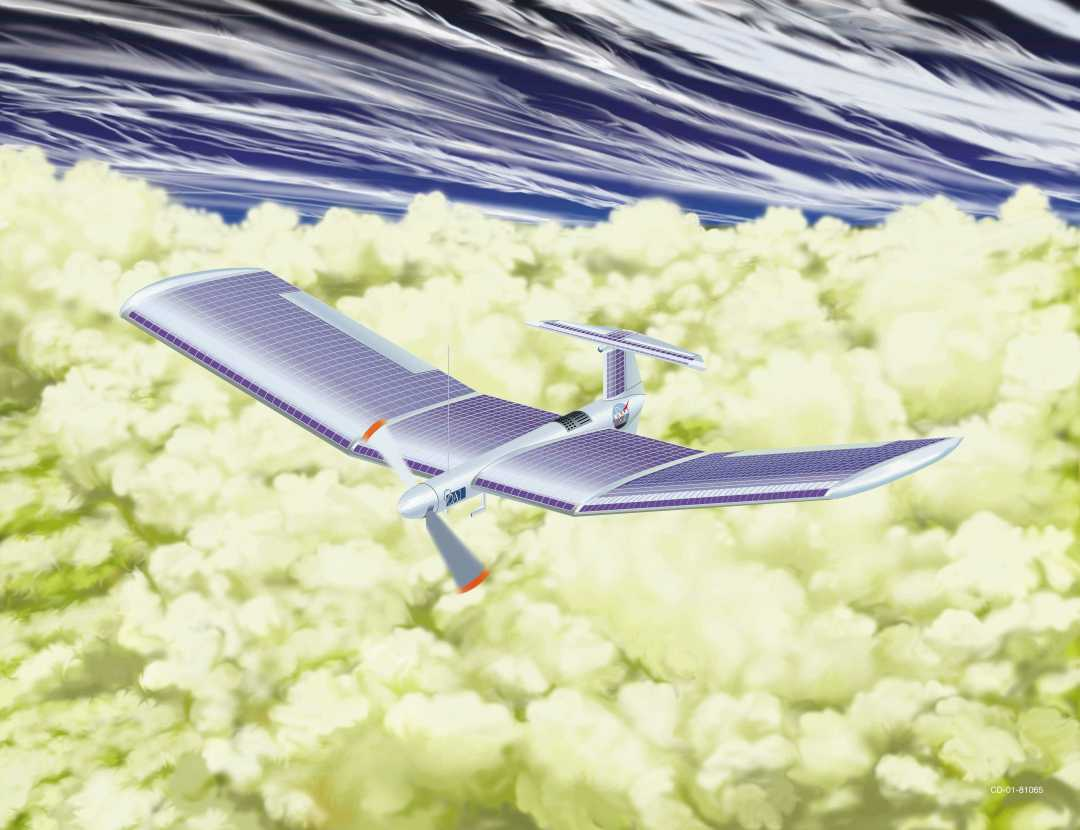
一架早期设计理念的金星飞行器

2003年向俄罗斯联邦宇天局提出的金星-D航天器，从那时起这一概念已日臻成熟。它将于2026年底或2031年发射，其主要目的是使用功能更强的雷达绘制金星表面地图。此次任务还将包括一台能在地表长时间工作的着陆器。截至2018年底，美国航天局正与俄罗斯就任务概念展开合作，但这一合作尚未正式确定。
舒克拉雅1号(Shukrayaan-1)是印度空间研究组织正在开发的一款金星轨道飞行器，截至2018年，还处于项目论证阶段，计划于2023年启动，但尚未申请资金。
2020年9月14日首次报道在金星大气中发现磷化氢气体，作者怀疑这可能是由当地生命体所产生，并建议“最终，解决方案只能是重访金星，进行现场测量或取回气溶胶。
2018年，为研究水星而发射的贝皮可伦坡号将于2020年10月15日和2021年8月10日两次飞越金星。项目科学家“约翰内斯·本克霍夫”(Johannes Benkhoff)认为贝皮可伦坡号的水星辐射计和热红外光谱仪或许会检测到磷化氢，但“我们不知道这些仪器是否足够灵敏”。

## 金星探索时间表
另请参阅金星探测任务列表
按目标难度递增顺序列出：飞越、撞击、环轨绕飞、着陆(软着陆)、漫游车、样本取回。
非官方宣布的任务，名称使用斜体字列出。

### 过去的任务
| 任务 (1960–1969) | 发射           | 抵达                          | 结束              | 目标       | 结果 |
| ---------------- | -------------- | ----------------------------- | ----------------- | ---------- | --- |
| 金星1A号         | 1961年2月4日   |                               | 1961年2月4日      | 飞越       | 发射失败 |
| 金星1号          | 1961年2月12日  | 1961年5月19日                 | 1961年2月26日     | 飞越       | 部分失败(距金星10万公里飞过，1961年5月19日前失去联系。)                                                                                                  |
| 水手1号          | 1962年7月22日  |                               | 1962年7月22日     | 飞越       | 发射失败 |
| 金星2A号         | 1962年8月25日  |                               | 1962年8月28日     | 着陆       | 发射失败 |
| 水手2号          | 1962年8月27日  | 1962年12月14日                | 1963年1月3日      | 飞越       | 成功 (测量结果表明，凉爽的云层和极热的表面) |
| 金星2B号         | 1962年9月1日   |                               | 1962年9月6日      | 着陆       | 发射失败 |
| 金星2C号         | 1962年9月12日  |                               | 1962年9月14日     | 飞越       | 发射失败 |
| 宇宙21号         | 1962年11月11日 |                               | 1962年11月14日    | 飞越?      | 发射失败 (未知任务：技术测试还是飞行) |
| 金星4A号         | 1964年2月19日  |                               |                   | 飞越       | 发射失败 |
| 宇宙27号         | 1964年3月27日  |                               |                   | 登陆       | 发射失败 |
| 探测器1号        | 1964年4月2日   | 1964年7月14日                 | 1964年5月14日     | 着陆       | 故障（在接近10万公里前失去联系) |
| 金星2号          | 1965年11月12日 | 1966年2月27日                 |                   | 着陆       | 失败(在接近24000公里前失去联) |
| 金星3号          | 1965年11月16日 | 1966年3月1日                  |                   | 着陆       | 失败(着陆前失去联系) |
| 宇宙96号         | 1965年11月23日 |                               |                   | 飞越       | 失败(没有脱离地球轨道) |
| 金星4号          | 1967年6月12日  | 1967年10月18日                | 1967年10月18日    | 着陆       | 成功(首次对金星大气层进行化学分析，测量结果证明金星非常热，其大气密度远高于预期)                                                                         |
| 水手5号          | 1967年6月14日  | 1967年10月19日                | 1967年11月        | 飞越       | 成功 (无线电掩星大气层研究，距离3990公里飞越。) |
| 宇宙167号        | 1967年6月17日  |                               |                   | 着陆       | 失败 (在地球轨道上发生故障) |
| 金星5号          | 1969年1月5日   | 1969年5月16日                 | 1969年5月16日     | 大气层探测 | 成功(随着对金星4号所收集到的大气层信息，它的下降过程被优化，以进一步深入分析大气层。)                                                                    |
| 金星6号          | 1969年1月10日  | 1969年5月17日                 | 1969年5月17日     | 大气层探测 | 成功 |
| 任务 (1970–1979) | 发射           | 抵达                          | 结束              | 目标       | 结果 |
| 金星7号          | 1970年8月17日  | 1970年12月15日                | 1970年12月15日    | 着陆       | 成功(首艘成功登陆另一行星并向地球传回表面环境的人造航天器，温度为475±20℃，压力为90±15标准大气压。)                                                       |
| 宇宙359号        | 1970年8月22日  |                               |                   | 着陆       | 失败 |
| 金星8号          | 1972年3月27日  | 1972年7月22日                 | 1972年7月22日     | 登陆       | 成功 |
| 宇宙482号        | 1972年3月31日  |                               |                   | 着陆       | 失败 |
| 水手10号         | 1973年11月3日  | 1974年2月5日                  | 1975年3月24日     | 飞越       | 成功(大气层的近紫外图像显示出前所未有的细节，距金星5768公里飞过继续奔向水星。)                                                                           |
| 金星9号          | 1975年6月8日   | 1975年10月20日                | ~1975年12月25日？ | 环轨绕飞   | 成功(探测了云层和大气层参数) |
| 金星9号          | 1975年6月8日   | 1975年10月22日                | 1975年10月22日    | 着陆       | 成功(拍摄了另一行星表面的首批图像) |
| 金星10号         | 1975年6月14日  | 1975年10月23日                |                   | 环轨绕飞   | 成功 |
| 金星10号         | 1975年6月14日  | 1975年10月25日                | 1975年10月25日    | 着陆       | 成功 |
| 先驱者金星1号    | 1978年3月20日  | 1978年12月4日                 | 1992年8月         | 轨道飞行   | 成功(在长达13年的时间里，研究大气层并用S波段雷达绘制了地表，与1990年的麦哲伦探测器进行了联合测绘。)                                                      |
| 先驱者金星2号    | 1978年8月8日   | 1978年12月9日                 | 1978年12月9日     | 飞行平台   | 成功 |
| 先驱者金星2号    | 1978年8月8日   | 1978年12月9日                 | 1978年12月9日     | 大探测器   | 成功 |
| 先驱者金星2号    | 1978年8月8日   | 1978年12月9日                 | 1978年12月9日     | 北方探测器 | 成功 |
| 先驱者金星2号    | 1978年8月8日   | 1978年12月9日                 | 1978年12月9日     | 夜间探测器 | 成功 |
| 先驱者金星2号    | 1978年8月8日   | 1978年12月9日                 | 1978年12月9日     | 白昼探测器 | 成功(撞击后继续发送无线电信号，持续了一个多小时。) |
| 金星11号         | 1978年9月9日   | 1978年12月25日                | 1980年2月         | 飞越       | 成功(与金星12号一样，发现了闪电的证据。) |
| 金星11号         | 1978年9月9日   | 1978年12月25日                | 1978年12月25日    | 着陆       | 部分成功(部署的一些仪器失效) |
| 金星12号         | 1978年9月14日  | 1978年12月19日                | 1980年4月         | 飞越       | 成功 |
| 金星12号         | 1978年9月14日  | 1978年12月21日                | 1978年12月21日    | 着陆       | 部分成功(搭载的部分仪器失效) |
| 任务 (1980–1989) | 发射           | 抵达                          | 结束              | 目标       | 结果 |
| 金星13号         | 1981年10月30日 | 1982年3月1日                  |                   | 飞越       | 成功 |
| 金星13号         | 1981年10月30日 | 1982年3月1日                  | 1982年3月1日      | 着陆       | 成功(拍摄了首幅表面彩色图像并用X射线荧光光谱仪测定了土壤特性)                                                                                            |
| 金星14号         | 1981年11月4日  |                               |                   | 飞越       | 成功 |
| 金星14号         | 1981年11月4日  | 1982年3月5日                  | 1982年3月5日      | 着陆       | 成功 |
| 金星15号         | 1983年6月2日   | 1983年10月10日                | ~1984年7月        | 环轨绕飞   | 成功(15和16号探测器上的合成孔径雷达绘制了25%的表面) |
| 金星16号         | 1983年6月7日   | 1983年10月11日                | ~1984年7月        | 轨道飞行   | 成功 |
| 维加1号          | 1984年12月15日 | 1985年6月11日                 | 1987年1月30日     | 飞越       | 成功(次年与哈雷彗星交汇) |
| 维加1号          | 1984年12月15日 | 1985年6月11日                 | 1985年6月11日     | 着陆       | 失败(地面实验在距地表20公里的高空意外启动) |
| 维加1号          | 1984年12月15日 | 1985年6月11日                 | 1985年6月13日     | 气球探测   | 成功(首只漂浮在另一星球上的气球，飞行了至少11600公里。)                                                                                                  |
| 维加2号          | 1984年12月20日 | 1985年6月15日                 | 1987年3月24日     | 飞越       | 成功(次年与哈雷彗星交汇) |
| 维加2号          | 1984年12月20日 | 1985年6月15日                 | 1985年6月15日     | 着陆       | 成功 |
| 维加2号          | 1984年12月20日 | 1985年6月15日                 | 1985年6月17日     | 气球探测   | 成功(漂浮了至少11100公里) |
| 麦哲伦号         | 1989年5月4日   | 1990年8月10日                 | 1994年10月12日    | 轨道飞行   | 成功(合成孔径雷达提供了金星94%的高分辨率重力数据，生成了98%地表的高分辨率地图。)                                                                         |
| 伽利略号         | 1989年10月18日 | 1990年2月10日                 | 2003年9月21日     | 飞越       | 成功(在前往木星途中获取了一些数据，最近距离为16106公里。)                                                                                                |
| 任务 (1990–1999) | 发射           | 抵达                          | 结束              | 目标       | 结果 |
| 卡西尼号         | 1997年10月15日 | 1998年4月26日和 1999年6月24日 | 2017年9月15日     | 飞越2次    | 成功(在前往土星途中无线电频率观测显示金星上没有闪电的迹象)                                                                                               |
| 任务 (2000–2009) | 发射           | 抵达                          | 结束              | 目标       | 结果 |
| 信使号           | 2004年8月3日   | 2006年10月24日和 2007年6月5日 | 2015年4月30日     | 2次飞越    | 成功(从非常近的338公里处第二次飞越，在这飞行中，与金星快车探测器同时对高层大气层进行了可见光、近红外、紫外和X射线光谱分析，在第一次飞行中没有进行观测。) |
| 金星快车         | 2005年11月9日  | 2006年4月11日                 | 2014年12月16日    | 轨道飞行   | 成功(对金星大气层进行了长期详细的观测) |
| 任务 (2010–2019) | 发射           | 抵达                          | 结束              | 目标       | 结果 |
| 深空号           | 2010年5月20日  | 2010年12月                    | 2010年5月21日     | 飞越       | 失败(最后一次联系距地球32万公里) |
| 伊卡洛斯         | 2010年5月20日  | 2010年12月8日                 | 2015年4月23日     | 飞越       | 成功 |

### 当前的任务
| 任务（2010－目前） | 发射           | 抵达                      | 结束     | 目标     | 结果                                                                                       |
| ------------------ | -------------- | ------------------------- | -------- | -------- | ------------------------------------------------------------------------------------------ |
| 破晓号             | 2010年5月20日  | 2015年12月7日             | 仍在运行 | 轨道飞行 | 2010年，轨道进入机动失败，2015年12月7日，破晓号利用四具姿态控制推进器第二次成功进入轨道。  |
| 帕克太阳探测器     | 2018年8月11日  | 2018年10月3日 (第1次飞越) | 仍在运行 | 7次飞越  | 2018年至2024年共飞越 7次                                                                   |
| 贝皮可伦坡号       | 2018年10月20日 | 2020年10月12日 (首次飞越) | 仍在运行 | 飞越2次  | 2020年和2021年，通过金星两次重力助推飞越，将启动若干仪器，对金星大气层和磁层进行探索研究。 |
| 太阳轨道器         | 2020年2月9日   | 2020年12月26日 (首次飞越) | 仍在运行 | 飞越8次  | 2020年至2030年通过金星进行8次重力助推。                                                    |

### 研发中的任务

| 名称        | 预计发射时间   | 基本部分              | 备注                                                                           |
| ----------- | -------------- | --------------------- | ------------------------------------------------------------------------------ |
| 舒克拉雅1号 | 2024年或2026年 | 环轨道绕              | 对有效载荷的建议包括雷达和大气科学设备。                                       |
| 舒克拉雅1号 | 2024年或2026年 | 气球探测              | 携带10公斤(22磅)有效载荷的气球探测器，用于研究55公里(34英里)高空的金星大气层。 |
| 金星-D      | 2020年后       | 轨道飞行              | 感知金星大气层的组成及循环模式                                                 |
| 金星-D      | 2020年后       | 气球探测              | 两只气球来感知大气层中的声音和放电活动                                         |
| 金星-D      | 2020年后       | 微型探测器            | 从气球上发射多达四台大气层探测传感器                                           |
| 金星-D      | 2020年后       | 着陆                  | 设计在降落到镶嵌地形上后能持续运行一个小时                                     |
| 真相號      | 2028年         | 軌道飛行              | 用合成孔徑雷達畫出解析度高的金星地圖                                           |
| 達文西號+   | 2029年或2030年 | 大氣探測器 與軌道飛行 | 測量金星大氣中的成分                                                           |
| 展望號      | 2032年         | 軌道飛行              | 用合成孔徑雷達在選定區域畫出解析度極高的地圖                                   |

### 提议中的任务

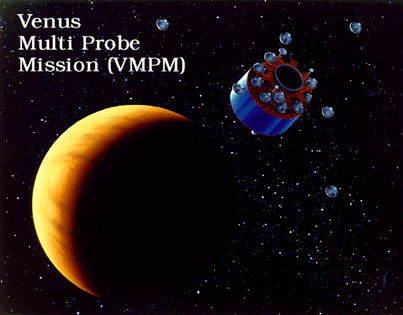
金星联合探测器任务计划向发射16颗金星大气层探测器。

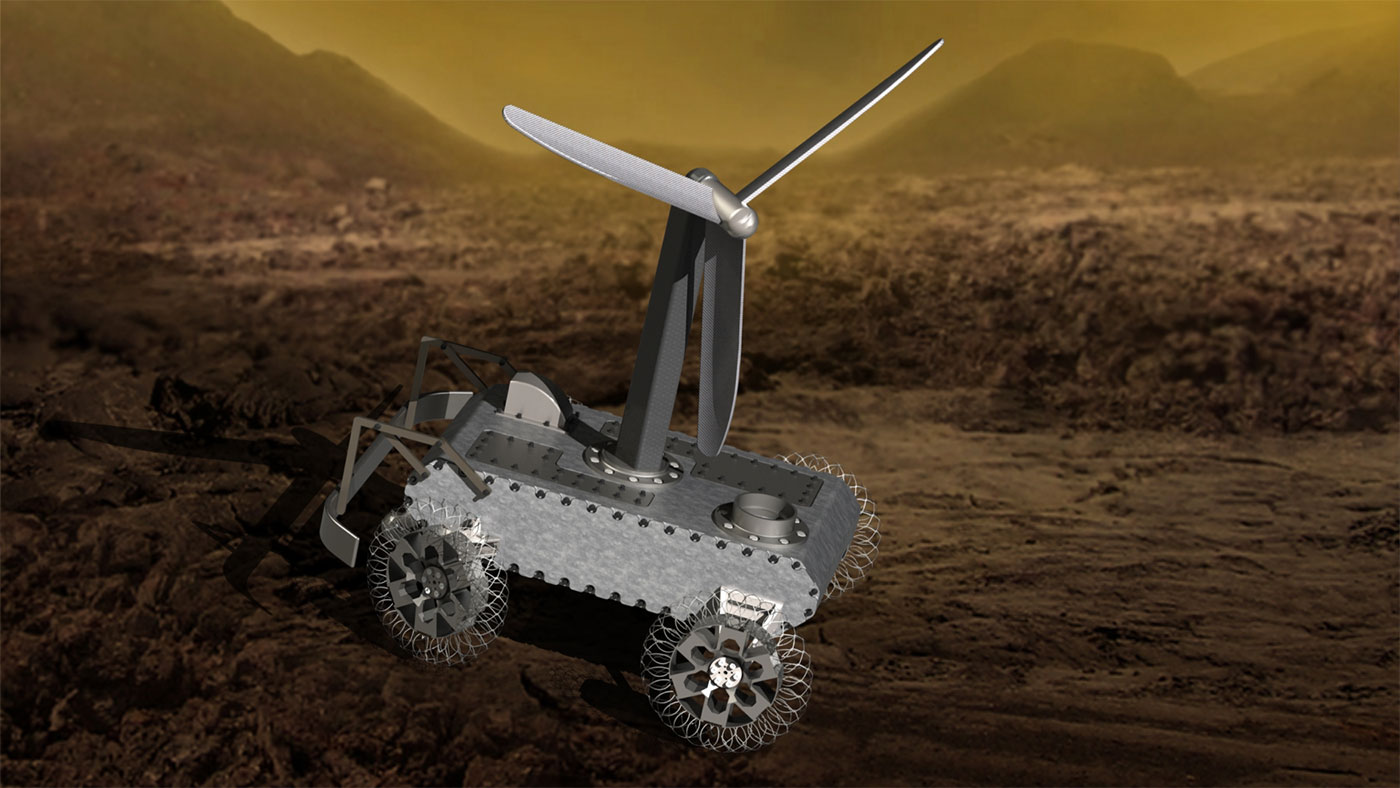
美国宇航局–风能金星漫游车
(艺术构思图，2020年2月21日)

为克服地表的高压和高温，美国宇航局格伦研究中心(Glenn Research Center)杰弗里·兰迪斯所领导的团队在2007年提出了一种太阳能飞行器概念，该飞行器将控制地面上一辆具备较强抗高温高压的探测车，而飞行器则将在温度相对较低的金星高层大气中携带任务所需的敏感电子设备。2007年提出的另一个构思是为探测器配备由核动力源提供动力的”斯特林冷却器“(Stirling cooler)，以确保电子元件包能保持在大约摄氏200°(华氏392°F)的工作温度中。
2020年，美国宇航局喷气推进实验室(JPL)发起了一项公开竞赛，题为《探索地狱：避开发条式漫游车上的障碍》，以设计一种可在金星表面工作的传感器。
 
任务概念和提议的其他示例包括:
| 任务名                         | 营运机构   | 提出的 年份 | 类型                                   | 参引          |
| ------------------------------ | ---------- | ----------- | -------------------------------------- | ------------- |
| 极端环境探测车                 | 美国宇航局 | 2020年      | 风能地表探测车                         | [ 39 ]        |
| 紫外线实验立方卫星             | 美国宇航局 | 2017年      | 轨道器                                 | [ 43 ] [ 44 ] |
| 达芬奇号探测器                 | 美国宇航局 | 2015年      | 大气层探测器                           | [ 45 ]        |
| 展望号探测器                   | 欧空局     | 2017年      | 轨道器                                 | [ 46 ]        |
| 欧洲金星勘探者                 | 欧空局     | 2005年      | 着陆器、轨道器和气球                   | [ 47 ]        |
| 金星高空作业平台概念           | 美国宇航局 | 2015年      | 齐柏林飞艇                             | [ 48 ]        |
| 金星高光谱遥感观测             | 美国宇航局 | 2019年      | 轨道器                                 | [ 49 ]        |
| 舒克拉雅1号                    | ISRO       | 2012年      | 轨道飞行器和大气层气球，处于论证阶段。 | [ 50 ]        |
| 金星大气层可操纵平台           | 美国宇航局 | 2012        | 充气式半浮力飞行器                     | [ 51 ] [ 52 ] |
| 真相号探测器                   | 美国宇航局 | 2017        | 轨道器                                 | [ 53 ]        |
| 金星实地成分研究               | 美国宇航局 | 2017        | 着陆器,在地表运行3.5小时               | [ 54 ]        |
| 金星实地大气层和地球化学勘探者 | 美国宇航局 | 2017        | 着陆器                                 | [ 55 ]        |
| 金星实地探测器                 | 美国宇航局 | 2003年      | 着陆器                                 | [ 56 ]        |
| 金星联合探测器任务             | 美国宇航局 | 1994年      | 金星多探测器任务，大气探测器           | [ 57 ]        |
| 金星起源探测器                 | 美国宇航局 | 2017年      | 轨道器                                 | [ 58 ] [ 59 ] |
| 西风号漫游车                   | 美国宇航局 | 2016年      | 风帆驱动的地表漫游车                   | [ 60 ]        |

## 影响
对金星大气层的研究不仅对金星自身，而且对其他行星，尤其是地球的大气层也会形成重要的认识，有助发现和理解上世纪70和80年代的地球臭氧消耗现象。
1769年，詹姆斯·库克和他的奋进号船员观察金星凌日的航程，导致了欧洲人移民澳大利亚植物学湾。

## 另请参阅
- 金星的占星相位
- 载人金星飞越
- 先驱者金星计划

## 备注
- 耶柔米翻译的《七十士译本》中，将古希腊语的「以法他」(heōsphoros)和希伯来语的敌基督(helel)译为路西法，出现在《以赛亚书》第14章第12节，"明亮之星、黎明之子啊，你怎么竟从天上陨落？你这击溃列国的，怎么竟被砍倒在地上？"